# Medianom
Medianom är en finländsk yrkeshögskoleexamen inom kulturbranschen.